# Arxiu Històric de Comissions Obreres de Catalunya

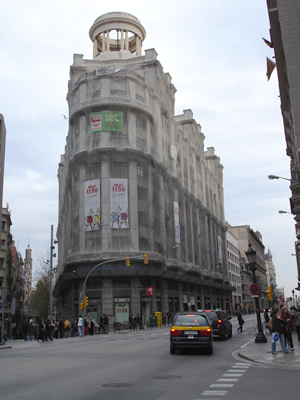
Està situat a l'Edifici de Sindicats de la Via Laietana de Barcelona

L'Arxiu Històric de les Comissions Obreres de Catalunya (AHCO) és un arxiu històric que té la missió de recuperar tota la documentació generada pel sindicat de Comissions Obreres a Catalunya des de la seva constitució en la clandestinitat fins a l'actualitat, però també la recuperació de la memòria històrica del moviment obrer i social de Catalunya des de 1936 a 1978.

## Història
L'AHCO va ser creat pel Consell Nacional de la Comissió Obrera Nacional de Catalunya (CONC), màxim òrgan de direcció entre congressos, l'any 1990, però s'inaugurà el novembre de 1992. És gestionat per la Fundació Cipriano García i forma part de la Xarxa d'Arxius Històrics de Comissions Obreres d'Espanya de la qual són membres les Confederacions Sindicals de Comissions Obreres d'Andalusia, Astúries, Galícia, les Illes Balears, Madrid, el País Valencià i Catalunya.
Des de 1994 està gestionat per la Fundació Cipriano García. En homenatge a aquest treballador i sindicalista que ha esdevingut un dels referents històrics del sindicat de Comissions Obreres, la direcció del sindicat va decidir posar el seu nom a la fundació.
Els objectius fundacionals, recollits en els estatuts de la Fundació Cipriano García, són la recuperació, el tractament arxivístic, la conservació i la difusió del patrimoni històric documental (documentació escrita, gràfica, sonora i audiovisual) sobre el món del treball, amb especial protagonisme de les Comissions Obreres durant la dictadura franquista i la transició democràtica espanyola entre 1939 i 1978.
L'Arxiu Històric de les Comissions Obreres de Catalunya ha establert diferents convenis de col·laboració estables, amb la finalitat de difondre els seus fons, amb els departaments d'Història Contemporània de la Universitat de Barcelona, la Universitat Pompeu Fabra i de la Universitat Autònoma de Barcelona. Des de 1995 és soci de l'Associació d'Arxivers de Catalunya i del Consell Internacional d'Arxius (ICA) i entitat col·laboradora de l'Arxiu Nacional de Catalunya des de l'any 1997.

## Edifici
L'edifici que acull l'AHCO va ser construït per l'arquitecte Josep Domènec Masana entre 1916 i 1926. Fins a la meitat dels anys trenta, el seu ús es va dedicar a albergar oficines d'empreses privades i també de l'Administració Pública. Durant la Guerra Civil s'instal·là la conselleria de Treball i Obres Públiques de la Generalitat de Catalunya republicana i també es va utilitzar com a refugi antiaeri. Després de la Guerra Civil Espanyola, l'edifici va ser la seu de la delegació provincial de la Central Nacional Sindicalista (CNS) fins a l'any 1975. Durant l'època coneguda com a transició política a la democràcia, la CNS es convertí en l'Associació Interprofessional de Serveis Socioprofessionals (AISS), la qual va desaparèixer l'any 1989.
La Llei de Patrimoni sindical acumulat va propiciar la cessió de l'edifici a la Confederació Sindical de la Comissió Obrera Nacional de Catalunya on, en l'actualitat, té la seu i on es troba també l'AHCO. L'element visual més característic és el gran templet neoclàssic que corona l'edifici en el seu vèrtex, com es pot apreciar en la fotografia de la portada.

## Fons

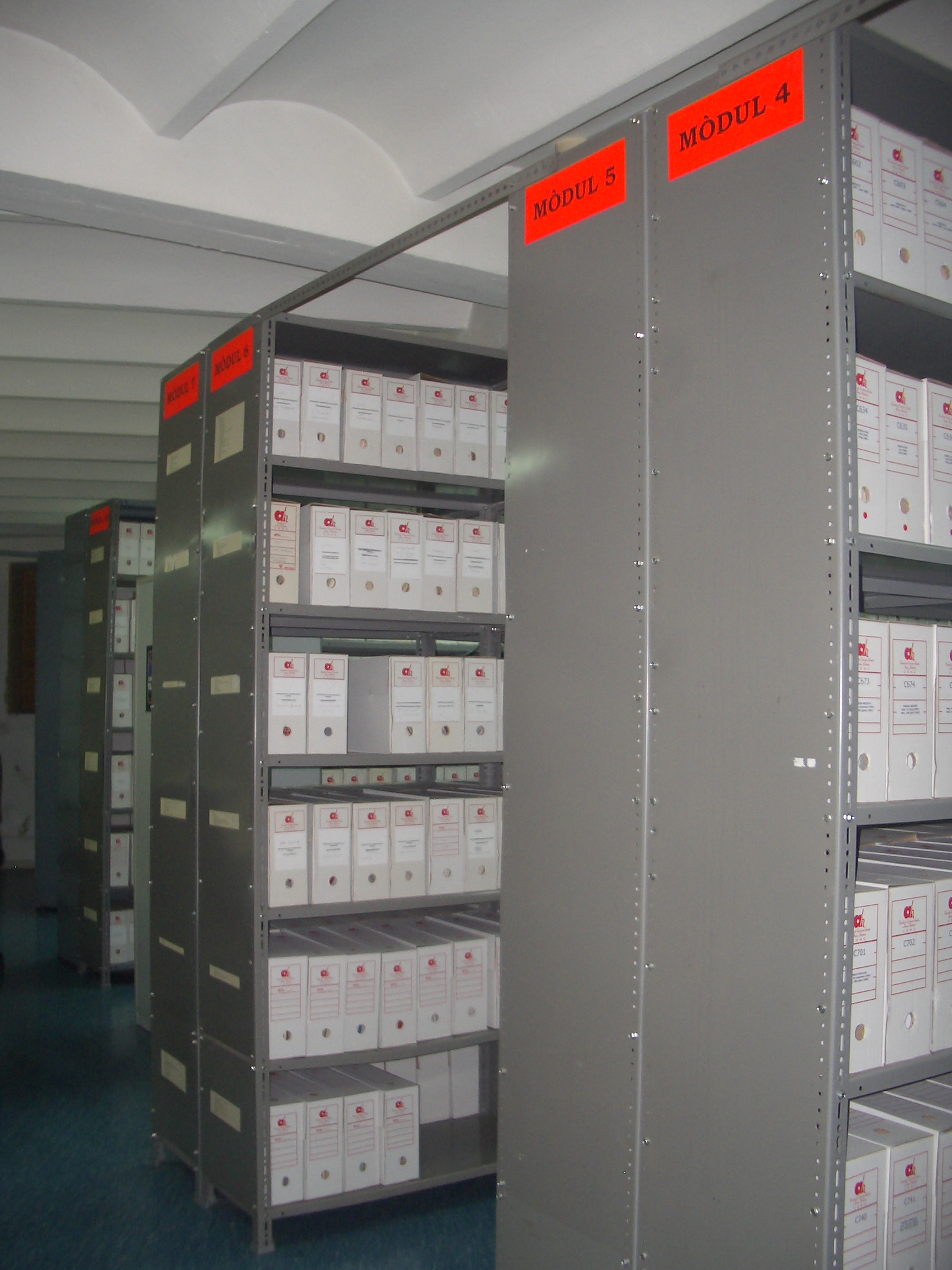
Mòduls de l'AHCO

Els fons i les col·leccions de l'AHCO són d'especial interès per a totes aquelles persones que vulguin conèixer i estudiar el període de la dictadura franquista des de 1939 i el procés de transició democràtica d'Espanya a partir de 1976.
L'AHCO té com a prioritat preservar de la pèrdua i destrucció els documents que fan referència a la lluita reivindicativa d'aquesta època històrica. En molt casos, aquests documents van ser preservats gràcies a persones particulars que els van custodiar amb precàries condicions de conservació i que han estat cedits a l'arxiu. D'altra banda, l'arxiu també recull nombrosos testimonis orals.
S'ha de tenir en compte que l'arxiu també conté documentació de diferents entitats relacionades amb l'acció política, ciutadana i sindical, per tant, no només custòdia la documentació produïda per les Comissiones Obreres de Catalunya, sinó que també té documentació referida al món del treball durant la dictadura del general Franco i el període de la Transició política espanyola (òrgans de representació d'empreses, despatxos d'advocats laboralistes, moviments migratoris, associacionisme, organitzacions sindicals, etc.).
Algun dels seus fons es troben molt fragmentats, a vegades es tracta d'unitats documentals simples, i d'altres han rebut el tractament com a col·lecció. En el seu conjunt té més de 2000 mil metres lineals de documents, dels quals, 1680 corresponen als fons de Comissions Obreres. Des de febrer de 2010 s'està duent a terme el procés de digitalització dels seus fons i col·leccions.
Entre d'altres, inclou els fons d'entitats com el Centre de Treball i Documentació, l'Associació Catalana d'Expressos Polítics, l'Institut d'Estudis Laborals, l'Organització Sindical Espanyola. També hi ha els fons personals de Francesc Casares i Potau, Antoni Cuenca Puigdellívol, August Gil Matamala, Juan Riera Marra, Lluís Salvadores Verdasco i Josep Solé Barberà. També hi ha els fons de l'empresa Tenería Moderna Franco-Española, SAL. Hi ha pel·lícules de l'any 1954 al 1957 i diverses col·leccions.